# Alberto Asor Rosa
Alberto Asor Rosa (ur. 23 września 1933 w Rzymie, zm. 21 grudnia 2022) – włoski krytyk literacki, pisarz, polityk oraz wykładowca akademicki.

## Życiorys

### Działalność naukowa oraz krytycznoliteracka
W 1956 ukończył z wyróżnieniem literaturę na Uniwersytecie Rzymskim „La Sapienza”, gdzie wykładał od lat 60. do 2003. W 1972 zostaje profesorem zwyczajnym na Sapienzy. Był twórcą oraz kierował serią wydawniczą Letteratura italiana wydawnictwa Einaudi między 1982 a 2000. W 2004 założył literaturoznawcze czasopismo Bollettino di italianistica, którym kierował do 2013.

### Działalność polityczna
W wieku 20 lat po śmierci Stalina wstąpił do Włoskiej Partii Komunistycznej (PCI), brał czynny udział w życiu intelektualnym partii. Był jednym z sygnatariuszy Manifestu 101, w którym intelektualiści będący członkami PCI sprzeciwiali się krwawemu stłumieniu węgierskiej rewolucji 1956 przez Armię Radziecką. Rozczarowany wrogą reakcją przywództwa partii wystąpił z niej, aby powrócić po dwóch dekadach. W 1979 został wybrany jako deputowany VIII kadencji Izby Deputowanych z ramienia PCI, 11 listopada 1980 złożył mandat.

## Nagrody
- 2003 – Premio Grinzane Cavour za L'alba di un mondo nuovo[6]

## Publikacje

### Krytyka literacka
- Scrittori e popolo, Samonà e Savelli, 1965
- La cultura della Controriforma, Laterza, Bari, 1974
- La cultura, in Storia d'Italia, vol. IV: Dall'Unità ad oggi, t. II, Einaudi, Turyn, 1975
- La lirica del Seicento, Laterza, Bari, 1975
- Genus Italicum, Einaudi, 1977
- Sintesi di storia della letteratura italiana, La Nuova Italia, 1979
- Intellettuali w Enciclopedia Einaudi, vol. VII, 1979
- Ungaretti e la cultura romana scritto con L. De Nardis, L. Piccioni e Luigi Silori|L. Silori, Bulzoni, 1983
- Un altro Novecento, La Nuova Italia, 1999
- Letteratura italiana del Novecento. Bilancio di un secolo, Einaudi, 2000
- Stile Calvino: cinque studi, Einaudi, 2001
- Storia europea della letteratura italiana, Einaudi, Turyn, 2009
- Breve storia della letteratura italiana, Einaudi, Turyn, 2013
- Scrittori e popolo (1965). Scrittori e massa (2015), Einaudi, Turyn, 2015
- Machiavelli e l'Italia. Resoconto di una disfatta, Einaudi, Turyn, 2019

### Pisma polityczne i wspomnieniowe
- Le due società, Einaudi, Turyn, 1977
- L'ultimo paradosso, Einaudi, Turyn, 1985
- La Repubblica immaginaria. Idee e fatti dell'Italia contemporanea, A. Mondadori, Mediolan, 1988
- Fuori dall'Occidente, Einaudi, Turyn, 1992
- La sinistra alla prova, Einaudi, Turyn, 1996
- La guerra. Sulle forme attuali della convivenza umana, Einaudi, Turyn, 2002
- Il grande silenzio. Intervista sugli intellettuali, (red.) Simonetta Fiori, Laterza, Bari, 2009

### Beletrystyka
- L'alba di un mondo nuovo|edizione, Einaudi, Turyn, 2002
- Storie di animali e altri viventi, Einaudi, Turyn, 2005; polskie wydanie Historie zwierząt i innych istot żywych, tłum. Alina Kreisberg, Collegium Columbinum, Kraków, 2006
- Assunta e Alessandro. Storie di formiche, Einaudi, Turyn, 2010
- Racconti dell'errore, Einaudi, Turyn, 2013
- Amori sospesi, Einaudi, Turyn, 2017